# مجمع أفسس
مجمع أفسس هو المجمع المسكوني الثالث، ويُعتبر أحد المجامع المسكونية السبعة وفقاً للكنيسة الكاثوليكية والكنيسة الأرثوذكسية الشرقية، وأحد المجامع المسكونية الأربعة وفق الكنائس الأرثوذكسية المشرقية (السريانية والأرمنيّة والقبطية).

## مقدمة
بعد المجمع المسكوني الثاني ظهرت مسائل عقائدية جديدة، موضوعها هذه المرة ليس الثالوث القدوس في ذاته وانما الوحدة الشخصية بين ابن الله والإنسان يسوع المسيح. التوسع في بسط هذه الحقيقة كان يصير –في حينه- بطريقة مختلفة بين المدرسة الانطاكية التي كانت تشدّد على واقعيّة التجسد وتُميِّز، في صراعها مع الآريوسيين وأَتباع أبوليناريوس، بين الطبيعتين الإلهية والإنسانية، وبين مدرسة الإسكندرية التي كانت تختلف عن ذلك.
النسطورية
فتح نسطور بُعيد انتخابه بطريركا على القسطنطينية في العام 428، باب الجدال على مصراعيه حين ابى ان يُطْلق على العذراء مريم لقب «والدة الإله»، وكان هذا اللقب الكتابي والمستعمل حرفيا عند اوريجنس قد دخل في العبادة الشعبية. ولد نسطوريوس في مرعش في سوريا على الفرات، وترهّب في انطاكية، ودرس في مدرستها على ثيوذورس اسقف مصيصة الذي علّم ان «الله الكلمة اتخذ إنسانا كاملا من نفس عقلية ونفس إنسانية موجودة معها»، وكان يقول ب«تماسٍ» بسيط بين الطبيعتين. اعتنق نسطوريوس نظريات معلّمه وأيد كمال ناسوت المسيح، غير انه شدّد كثيرا على التمييز بين ناسوته ولاهوته معتبرا ان مريم ولدت طبيعة المسيح الإنسانية وليس طبيعته الإلهية، وقال بأن تسميتها ب«والدة الإله» تعني امرين اثنين: إما ان يسوع ليس إنسانا كاملا، وهذا ما كان يقوله أبوليناريوس، واما انه اله مخلوق، وهذا ما كان يقوله آريوس.

## التاريخ

### السياق السياسيّ
يسّتشهد ماكجوكين بـ «التنافس الفطري» بين الإسكندريَّة والقسطنطينيَّة كعامل مُهم في الخِلاف بين كيرلس الأول (بابا الإسكندرية) ونسطور. ومع ذلك، فهو يؤكد أنه بقدر ما ساهمت المُنافسة السياسيَّة في «مناخ عام من المُعارضة»، لا يمّكن اختزال الجدل إلى مستوى «صدام الشخصيَّة» أو «الخصومات السياسيَّة». وفقًا لماكجوكين، اعتبر كيرلس «الحجة الفكرية المرتفعة حول علم اللاهوت المسيحيّ» في نهاية المطاف واحدة ونفس «صحة وأمن الحياة المسيحيَّة البسيطة».
حتى داخل القسطنطينيَّة، أيد البعض الروماني الإسكندري وآخرون دعموا الفصائل النسطوريَّة. على سبيل المثال، دعم بلخريا باباوات الرومان-الإسكندريون بينما دعم الإمبراطور وزوجته نسطور.

### السّياق اللاهوتيّ
أنظر أيضا: النسطورية
دار الخلاف حول تعاليم نسطور، التي طورها أثناء دراسته في مدرسة أنطاكيَّة، إلى حد كبير حول رفضه لقب ثيوتوكوس («مولود الله») للسيدة العذراء مريم. بعد وقت قصير من وصوله إلى القسطنطينيَّة، انخرط نسطور في نزاعات بين فصيلين لاهوتيين اختلفا من ناحية الكرستولوجيا.
ينسب ماكجوكين أهمية نسطور لكونه ممثل التقليد الأنطاكيّ ويصفه بأنه «ثابت، إن لم يكن واضحًا جدًا، المُمثل للتّقاليد العقائديَّة الأنطاكيَّة الطويلة الأمّد». كان نسطور متفاجئًا جدًا من أنَّ ما كان يعلمهُ دائمًا في أنطاكيَّة دون أي جدل على الإطلاق يجب أن يكون مرفوضًا جدًا لمسيحيي القسطنطينيَّة. شدّد نسطور على الطبيعة المزدوجة للمسيح، محاولًا إيجاد حل وسط بين أولئك الذين شددوا على حقيقة أن الله ولد كإنسان في المسيح، وأصروا على تسمية العذراء مريم والدة الإله (باليونانية: Θεοτόκος، «حامل الله»)، وأولئك الذين رفضوا هذا اللقب لأن الله ككائن أزلي لا يمكن أن يولد. اقترح نسطور لقب كريستوتوكوس (Χριστοτόκος، «حامل المسيح»)، لكن هذا الاقتراح لم يحظ بقبول من كلا الجانبين.
حاول نسطور أن يُجيب على سؤال لم يُحل: «كيف يمكن ليسوع المسيح، بصفته جزءًا من الإنسان، ألا يكون خاطئًا جزئيًا أيضًا، لأن الإنسان بالتعريف خاطئ منذ السقوط؟» لحل هذه المشكلة، علّم أن مريم العذراء، والدة يسوع، ولدت المسيح المتجسد، وليس الكلمة الإلهيَّة التي كانت موجودة قبل مريم وفي الواقع قبل الوقت نفسه. احتل اللوغوس جزء النفس البشرية (جزء الإنسان الذي لطخه السقوط). لكن ألا يجعل غياب الروح البشرية يسوع أقل إنسانية؟ رفض نسطور هذا الافتراض، مجيبًا أنه نظرًا لأن النفس البشرية كانت قائمة على النموذج الأصلي للكلمة، إلا أنها تلوثت بالسقوط، كان يسوع «أكثر» إنسانيًا لأنه يمتلك الكلمة وليس «أقل». وبناءً على ذلك، جادل نسطور بأن العذراء مريم يجب أن تُدعى كريستوتوكوس، وهي يونانية تعني «مانح ميلاد المسيح»، وليس والدة الإله، وهي يونانية تعني «مانح ميلاد الله».
يعتقد نسطور أنّه لا يمكن الاتّحاد بين الإنسان والإله. إذا حدث مثل هذا الاتحاد بين الإنسان والإله، فإن نسطور يعتقد أن المسيح لا يمكن أن يكون حقيقيًا مع الله وأن يتعاون معنا لأنه سينمو وينضج ويعاني ويموت (وهو ما قال نسطور إن الله لا يستطيع فعله) وأيضًا تمتلك قوة الله التي تفصله عن كونه مساوياً للبشر.
وفقا لماكجوكين، فإن العديد من روايات منتصف القرن العشرين تميل إلى «الرومانسيَّة» نسطور. في معارضة هذا الرأي، أكد أن نسطور لم يكن أقل دوغماتيَّة ولا هوادة من كيرلس وأنه كان مستعدًا تمامًا لاستخدام سلطاته السياسيَّة والقانونيَّة مثل كيرلس أو أي من الرؤساء الآخرين في تلك الفترة.
اتهم خصوم نسطور بفصل لاهوت المسيح وإنسانيته إلى شخصين موجودين في جسد واحد، وبالتالي إنكار سر التجسد. كان يوسابيوس، وهو علماني أصبح فيما بعد أسقفًا لدوريلايوم المجاورة، أول من اتهم نسطور بالهرطقة، لكن كان البطريرك كيرلس الإسكندري أشد خُصومه قوة. جادل كيرلس بأن نسطور قسم يسوع إلى نصفين وأنكر أنه كان إنسانًا وإلهيًا.
ناشد كيرلس البابا سلستين الأول، مُتهمًا نسطور بالهرّطقة. وافق البابا وأعطى كيرلس سلطته لتقّديم إشعار إلى نسطور للتراجع عن آرائه في غضون عشرة أيام وإلا سيتم حرمانه كنسيًا. قبل أن ينوب عن تفويض البابا، عقد كيرلس سينودسًا للأساقفة المصريين الذي أدان نسطور أيضًا. أرسل كيرلس بعد ذلك أربعة أساقفة سفرغان [الإنجليزية] لتسليم كل من لجنة البابا وكذلك الرسالة المجمعية للأساقفة المصريين. أرسل كيرلس رسالة إلى نسطور تعرف باسم «الرسالة الثالثة للقديس كيرلس إلى نسطور». اعتمدت هذه الرسالة بشكل كبير على الدساتير الآبائية الراسخة واحتوت على أشهر مقال في الأرثوذكسية الإسكندرية: «أناثيما القديس كيرلس الاثنا عشر». في هذه الحروم، حرم كيرلس كل من اتبع تعاليم نسطور. على سبيل المثال، «أي شخص يجرؤ على إنكار لقب العذراء القديسة والدة الإله هو أناثيما!» ومع ذلك، لم يتوب نسطور بعد. يشير ماكجوكين إلى أن ممثلين آخرين عن التقليد الأنطاكي مثل جون الأنطاكي وثيودوريطس وأندرو الساموساتا كانوا قادرين على التعرف على «نقطة الجدل من أجل استقامة المسيح» والاعتراف «بالطبيعة غير الحكيمة لثبات نسطور». قلقًا من احتمال حدوث نتيجة سلبية في المجلس، وحثوا نسطور على التنازل وقبول استخدام لقب والدة الإله عند الإشارة إلى مريم العذراء.
على سبيل المثال، كتب يوحنا الأنطاكي إلى نسطور يحثه على الخضوع لحكم البابا والتوقف عن إثارة الجدل حول كلمة لم يعجبه (والدة الإله) ولكن يمكن تفسيرها على أنها ذات معنى أرثوذكسي خاصة في ضوء حقيقة أن العديد من القديسين وقد وافق أطباء الكنيسة على الكلمة باستخدامها بأنفسهم. كتب يوحنا إلى نسطور: «لا تفقد رأسك. عشرة أيام! لن يستغرق الأمر أربع وعشرين ساعة لتقديم الإجابة المطلوبة.... اسأل الرجال الذين يمكنك الوثوق بهم. اطلب منهم أن يخبروك بالحقائق، ليس فقط ما يعتقدون أنه سوف يرضيك.... لديك كل الشرق ضدك، وكذلك مصر». على الرغم من هذه النصائح من زملائه، فقد أصر نسطور على صواب منصبه.

### الدعوة إلى اجتماع
في 19 نوفمبر، توقع نسطور الإنذار الذي كان على وشك التسليم إليه، أقنع الإمبراطور ثيودوسيوس الثاني باستدعاء مجلس عام يأمل نسطور من خلاله إدانة كيرلس بالهرطقة وبالتالي إثبات تعاليمه. أصدر ثيودوسيوس الي ساكرا يدعو الأساقفة المطران للتجمُّع في مدينة أفسس، التي كانت مركزاً خاصًا لتكريم مريم، حيث كانت صيغة والدة الإله شائعة. كان على كل أسقف أن يحضر فقط أكثر مناصروه البارزين. كان الموعد الذي حدده الإمبراطور لافتتاح المجمع هو عيد العنصرة (7 يونيو) 431.
يلاحظ ماكجوكين أن غموض ساكرا أدى إلى اختلافات واسعة في التفسير من قبل مختلف الأساقفة. على وجه الخصوص، تطلب اتساع أراضي يوحنا الأنطاكيّة الكنسيّة فترة طويلة لإعلام وجَمع مندوبيه. نظرًا لأن الرحلة البرية من أنطاكية إلى أفسس كانت طويلة وشاقة، فقد شكل يوحنا وفده من أساقفته المطران الذين اقتصروا على إحضار ما لا يزيد عن اثنين من حق الاقتراع لكل منهم. من خلال القيام بذلك، قلل من عدد الذين سيتعين عليهم السفر إلى أفسس. لم يحضر أي من الأباطرة المجلس. عين ثيودوسيوس الكونت كانديديان كرئيس لحرس القصر الإمبراطوري لتمثيله، للإشراف على إجراءات المجلس، وللحفاظ على النظام الجيد في مدينة أفسس. على الرغم من أجندة نسطور لمحاكمة كيرلس، قصد ثيودوسيوس أن يركز المجلس بشكل صارم على الجدل المسيحي. وهكذا أعطى كانديديانوس توجيهات صارمة للبقاء على الحياد وعدم التدخل في الإجراءات اللاهوتية. من المفترض بشكل عام أن كانديدان حافظ في البداية على حياده وفقًا لتعليمات الإمبراطور وأصبح تدريجياً أكثر انحيازًا تجاه نسطور. ومع ذلك، يشير ماكجوكين إلى أن كانديدان ربما فضل نسطور منذ البداية.

### المجلس
أرسل سلستين أركاديوس وبروجاكتس لتمثيل نفسه ومجلسه الروماني؛ بالإضافة إلى ذلك، أرسل القس الروماني فيليب كممثل شخصي له. وكان بطريرك الإسكندرية كيرلس رئيسًا للمجلس. كان سلستين قد وجه المندوبين البابويين بعدم المشاركة في المناقشات، ولكن لإصدار حكم عليهم.
وصل الأساقفة إلى أفسس على مدى عدة أسابيع. وأثناء انتظار وصول الأساقفة الآخرين، انخرطوا في مناقشات غير رسمية وصفت بأنها تميل إلى «إثارة خلافاتهم بدلاً من مداواتها». كان مطران أفسس ممنون حاضرًا بالفعل مع أساقفته البالغ عددهم 52. كان نسطور وأساقفته الستة عشر أول من وصل بعد عيد الفصح بقليل. بصفته رئيس أساقفة مدينة القسطنطينية الإمبراطورية، سافر مع مفرزة من القوات التي كانت تحت قيادة الكونت كانديديان. يلاحظ ماكجوكين أن القوات لم تكن هناك لتعمل كحارس شخصي لنسطور ولكن لدعم كانديديان في دوره كممثل للإمبراطور. ومع ذلك، افترض ماكجوكين أن تخلي كانديدان التدريجي عن الحياد لصالح نسطور ربما يكون قد خلق تصورًا بأن قوات كانديدان كانت، في الواقع، هناك لدعم نسطور. أمر كانديدان جميع الرهبان والغرباء بمغادرة المدينة؛ كما أمر الأساقفة بعدم المغادرة بأي ذريعة حتى انتهاء المجلس. تعلق عدة مصادر على أن الغرض من هذا الأمر الزجري هو منع الأساقفة من مغادرة المجلس لمناشدة الإمبراطور مباشرة.
وفقًا لماكجوكين، كان ممنون، بصفته أسقفًا لإفيسوس، أمرًا بـ «الولاء القوي وغير المشكوك فيه» من السكان المحليين، وبالتالي يمكنه الاعتماد على دعم الفصائل المحلية لموازنة القوة العسكرية لقوات كانديديان. في ضوء حكم روما ضد نسطور، رفض ممنون أن تكون له شركة مع نسطور، وأغلق أمامه كنائس أفسس.
أحضر كيرلس معه 50 أسقفًا، وصلوا قبل أيام قليلة من عيد العنصرة. كان هناك عدد قليل جدًا من الأساقفة الذين يمثلون الغرب، حيث لن يصل المندوبون البابويون حتى يوليو. وصل الوفد الفلسطيني المكون من 16 أسقفًا والمطران فلافيان من فيليبي بعد 5 أيام من الموعد المحدد لافتتاح المجلس، وانضموا إلى كيرلس.
في هذه المرحلة، أعلن كيرلس عن نيته فتح المجلس؛ ومع ذلك، فقد منعة كانديديان من القيام بذلك على أساس أن الوفدين الروماني والأنطاكي لم يصلوا بعد. وافق كيرلس في البداية على أمر كانديديان مع العلم أنه لا يمكنه عقد مجلس قانونيًا بدون القراءة الرسمية لساكرا الإمبراطور.
لم يرغب عدد من الأساقفة، الذين كانوا مترددين بين نسطور وكيرلس، في منح كيرلس، كطرف واحد في النزاع، الحق في رئاسة الاجتماع وتحديد جدول الأعمال؛ ومع ذلك، بدأوا في اتخاذ موقف كيرلس من أجل أسباب مختلفة.
أدت ظروف مختلفة بما في ذلك الالتفاف الذي استلزمتهُ الفيضانات بالإضافة إلى مرض ووفاة بعض المندوبين إلى تأخير خطير في حضور يوحنا الأنطاكي وأساقفته. ترددت شائعات بأن يوحنا ربما كان يؤخر وصوله لتجنب المشاركة في مجمع كان من المحتمل أن يدين نسطور باعتباره مهرطقًا.

### الجلسة الأولى - 22 يونيو
بعد أسبوعين من الموعد المحدد للمجلس، لم يكن يوحنا والجزء الأكبر من جماعته السورية (42 عضوًا) قد ظهروا بعد. في هذه المرحلة، افتتح كيرلس المجمع رسميًا يوم الاثنين 22 يونيو بتتويج الأناجيل في وسط الكنيسة، كرمز لحضور المسيح بين الأساقفة المجتمعين.
على الرغم من ثلاث استدعاءات منفصلة، رفض نسطور الاعتراف بسلطة كيرلس في الحكم عليه واعتبر افتتاح المجمع قبل وصول فرقة أنطاكية «ظلمًا صارخًا». دخل الأساقفة الـ 68 الذين عارضوا افتتاح المجمع إلى الكنيسة احتجاجًا، ووصلوا مع الكونت كانديديان الذي أعلن أن التجمع غير قانوني ويجب أن يتفرّق. وحث كيرلس على الانتظار أربعة أيام أخرى حتى يصل الوفد السوري. ومع ذلك، بما أنه حتى الأساقفة الذين عارضوا افتتاح المجمع كانوا حاضرين الآن، فقد ناور كيرلس كانديديان عن طريق حيلة لتلاوة نص مرسوم دعوة الإمبراطور للاجتماع، والتي اعتبرتها الجمعية اعترافًا بشرعيتها.

### وصول الوفد الأنطاكي
عندما وصل يوحنا الأنطاكي وأساقفته السوريون أخيرًا إلى أفسس بعد خمسة أيام من المجمع، التقوا مع كانديديان الذي أخبرهم أن كيرلس قد بدأ مجلسًا بدونهم وصدق على إدانة سلستين بأن نسطور زنديق. غضب يوحنا والأساقفة السوريون من القيام بمثل هذه الرحلة الطويلة والشاقة التي أعاقتهم الإجراءات التي اتخذها مجلس كيرلس، وعقدوا مجلسهم الخاص برئاسة كانديدان. أدان هذا المجلس كيرلس لاعتناق البدع الآريوسية والأبولينارية والأونومية وأدان ممنون للتحريض على العنف. أقال الأساقفة في هذا المجمع كلاً من كيرلس وممنون. في البداية، وافق الإمبراطور على تصرفات مجلس جون ولكنه في النهاية سحب موافقته. [بحاجة لمصدر]

### الجلسة الثانية - 10 يوليو
عُقدت الجلسة الثانية في مقر إقامة ممنون الأسقفي. افتتح فيليب، بصفته المندوب البابوي، الإجراءات بالتعليق على السؤال الحالي بشأن نسطور قد تم البت فيه بالفعل من قبل البابا سلستين كما يتضح من رسالته، التي تمت قراءتها على الأساقفة المجتمعين في الجلسة الأولى. وأشار إلى أن لديه رسالة ثانية من سلستين تمت قراءتها على الأساقفة الحاضرين الآن. احتوت الرسالة على نصيحة عامة إلى المجلس، واختتمت بالقول إن المندوبين لديهم تعليمات لتنفيذ ما قرره البابا بشأن السؤال وأعرب عن ثقة سلستين في أن المجلس سيوافق. أشار الأساقفة إلى موافقتهم من خلال الهتاف بسلستين وكيرلس. أشار بروجاكتس إلى أن الرسالة البابوية أوعزت إلى المجلس أن يضع موضع التنفيذ الجملة التي نطق بها سلستين. أجاب فيرموس، والنائب البطريركي للقيصرية في كابادوكيا، أن حُكم البابا قد نُفذ بالفعل في الجلسة الأولى. اختتمت الجلسة بقراءة خطاب البابا للإمبراطور.

### الجلسة الثالثة - 11 يوليو
بعد قراءة أعمال الجلسة الأولى، أشار المندوبون البابويون إلى أن كل ما هو مطلوب هو قراءة إدانة المجمع لنسطور رسميًا في حضورهم. عندما تم ذلك، أكد المندوبون الثلاثة إجراءات المجلس، ووقعوا قوانين جميع الجلسات الثلاث. أرسل المجمع رسالة إلى ثيودوسيوس تشير إلى أن إدانة نسطور قد تم الاتفاق عليها ليس فقط من قبل أساقفة الشرق المجتمعين في أفسس ولكن أيضًا أساقفة الغرب الذين اجتمعوا في سينودس في روما بدعوة سلستين. طلب الأساقفة من ثيودوسيوس السماح لهم بالعودة إلى ديارهم لأن الكثير منهم عانى من وجودهم في أفسس.

### الجلسة الرابعة - 16 يوليو
في الجلسة الرابعة، قدم كيرلس وممنون احتجاجًا رسميًا ضد يوحنا الأنطاكي لعقده مجمع منفصل. وأصدر المجلس أمر استدعاء له للمثول أمامهم، لكنه لم يستقبل حتى المبعوثين الذين تم إرسالهم لخدمته.

### الجلسة الخامسة - 17 يوليو
في اليوم التالي عقدت الجلسة الخامسة في نفس الكنيسة. كان يوحنا قد وضع لافتة في المدينة تتهم السينودس (المجلس) ببدعة أبوليناريان. تم استدعاء يوحنا مرة أخرى، وكان هذا يعتبر ثالث استدعاء قانوني. لم ينتبه. ونتيجة لذلك قام المجمع بإيقافه وحرمانه، مع أربعة وثلاثين أسقفًا من حزبه، لكنهم امتنعوا عن عزلهم. كان بعض أعضاء حزب يوحنا قد هجروه بالفعل، ولم يكسب سوى القليل. في الرسائل المرسلة إلى الإمبراطور والبابا، وصف المجلس نفسه على أنه يتألف الآن من 210 أسقفًا. أعطت الرسالة الطويلة إلى سلستين تقريرًا كاملاً عن المجلس، وذكرت أن مراسيم البابا ضد بيلاجيانس قد تمت قراءتها وتأكيدها.

### الدورة السادسة - 22 يوليو
في هذه الجلسة، وافق الأساقفة على القانون 7 الذي أدان أي خروج عن العقيدة التي وضعها مجمع نيقية الأول، ولا سيما عرض الكاهن كاريسيوس. وفقًا لتقرير من كيرلس إلى سلستين، حاول جوفينال القدس وفشل في إنشاء بطريركية لنفسه من أراضي البطريركية الأنطاكية التي تكمن فيها رؤيته. نجح في النهاية في تحقيق هذا الهدف بعد عشرين عامًا في مجمع خلقيدونية.

### الدورة السابعة - 31 يوليو
في هذه الجلسة، وافق المجلس على ادعاء أساقفة قبرص بأن كرسيهم قد استُثني قديمًا وبحق من ولاية أنطاكية. أصدر المجلس أيضًا خمسة شرائع تدين نسطور وكايليستوس وأتباعهم بالهرطقة والسادس الذي يأمر بإيداع من مكتب ديني أو حرمان كنسي لمن لم يقبل قرارات المجلس.

## الشرائع والتصريحات
تم إصدار ثمانية شرائع:
- أدان القانون 1-5 نسطور وكايليستوس وأتباعهما بالزندقة
- أصدر القانون 6 مرسومًا بإيداع من لم يقبل قرارات المجلس في مكتب ديني أو حرمان كنسي
- أدان القانون 7 أي خروج عن العقيدة التي وضعها مجمع نيقية الأول (325)، ولا سيما عرض الكاهن كاريسيوس.
- أدان القانون 8 تدخل أسقف أنطاكية في شؤون الكنيسة في قبرص وأصدر مرسوماً بشكل عام يقضي بأنه لا يجوز لأي أسقف «أن يتولى السيطرة على أي مقاطعة لم تكن حتى الآن تحت يده أو بيده. أسلاف [...] لئلا تتعدى شرائع الآباء».[31]

استنكر المجمع تعاليم نسطور ووصفها بأنها خاطئة وأمر بأن يسوع هو شخص واحد (أقنوم) وليس شخصين منفصلين، ومع ذلك يمتلكان طبيعة بشرية وإلهية. كان من المقرر أن تُدعى العذراء مريم والدة الإله، وهي كلمة يونانية تعني «حامل الله» (الشخص الذي ولد الله). أعلن المجمع أنه «من غير القانوني لأي رجل أن يقدم أو يكتب أو يؤلف دينًا مختلفًا (ἑτέραν) كمُنافس لتلك التي أسسها الآباء القديسون المجتمعون مع الروح القدس في نيقية». واستشهدو بقانون الإيمان كما تم تبنيه من قبل مجمع نيقية الأول في 325، وليس كما تمت إضافته وتعديله من قبل مجمع القسطنطينية الأول في 381.
على الرغم من أن بعض العلماء، مثل نورمان كوهن وبيتر تون، قد اقترحوا أن مجمع أفسس رفض العقيدة الألفية [الإنجليزية]، إلا أن هذا اعتقاد خاطئ، ولا يوجد دليل على قيام المجلس بأي إعلان من هذا القبيل.

## تأكيد أعمال المجلس
فاق عدد الأساقفة في مجلس كيرلس عدد الأساقفة في مجلس يوحنا الأنطاكي بنحو أربعة إلى واحد. بالإضافة إلى ذلك، حصلوا على موافقة المندوبين البابويين ودعم سكان أفسس الذين دعموا أسقفهم ممنون. ومع ذلك، دعم الكونت كانديديان وقواته نسطور كما فعل الكونت إيريناوس. كان الإمبراطور دائمًا مؤيدًا قويًا لنسطور، لكنه اهتز إلى حد ما من تقارير المجلس. كانت مجموعة كيرلس غير قادرة على التواصل مع الإمبراطور بسبب تدخل من أنصار نسطور في كل من القسطنطينية وأفسس. في النهاية، تمكن رسول متنكّر بزي متسول من حمل رسالة إلى القسطنطينية عن طريق إخفائها في عصا مجوفة. على الرغم من أن الإمبراطور ثيودوسيوس كان لفترة طويلة من أشد المؤيدين لنسطور، يبدو أن ولائه قد اهتز بسبب التقارير الواردة من مجلس كيرلس وتسبب في وصوله إلى قرار استثنائي بالتصديق على الإفادات التي أصدرها كلا المجلسين. وهكذا أعلن خلع كيرلس وممنون ويوحنا. تم وضع ممنون وكيرلس في حبس شديد. لكن على الرغم من كل جهود الحزب الأنطاكي، فإن ممثلي المبعوثين الذين سُمح للمجلس في النهاية بإرسالهم، مع المندوب فيليب، إلى المحكمة، أقنعوا الإمبراطور بقبول مجلس كيرلس باعتباره المجلس الحقيقي. بعد رؤية الكتابة على الحائط وتوقع مصيره، طلب نسطور الإذن بالتقاعد في ديره السابق. تم حل المجمع في بداية أكتوبر، ووصل كيرلس وسط فرح كبير إلى الإسكندرية في 30 أكتوبر. توفي البابا سلستين في 27 يوليو، لكن خليفته، سيكتوس الثالث، أعطى تأكيدًا بابويًا لأعمال المجلس.

## ما بعد الأحداث
خلقت الأحداث انشقاق كبيرًا بين أتباع النُسخ المختلفة للمجلس، والذي تمَّ إصلاحه فقط من خلال مفاوضات صعبة. قبلت الفصائل التي دعمت يوحنا الأنطاكي إدانة نسطور، وبعد توضيحات إضافية، قبلت قرارات مجمع كيرلس. ومع ذلك، فإن الصدع سوف ينفتح مرة أخرى خلال المناقشات التي أدت إلى مجمع خلقيدونيَّة.
لطالما كانت بلاد فارس موطنًا لطائفة مسيحيَّة اضطهدت من قبل الأغلبية الزرادشتيَّة، التي اتهمتها بالميول الرومانيَّة. في عام 424، أعلنت الكنيسة الفارسيَّة أنها مستقلة عن البيزنطيّين وجميع الكنائس الأخرى، من أجل درء مزاعم الولاء الأجنبي. بعد الانشقاق النسطوري، انحازت الكنيسة الفارسية بشكل متزايد إلى النساطرة، وهو إجراء شجعته الطبقة الحاكمة الزرادشتيَّة. أصبحت الكنيسة الفارسيَّة نسطورية بشكل متزايد في العقيدة على مدى العقود التالية، مما زاد من الانقسام بين المسيحية في بلاد فارس والإمبراطورية الرومانية. في عام 486، قبل مطران نصيبين، برساوما، علنًا معلم نسطور، ثيودور الموبسويستى، كسلطة روحية. في عام 489 عندما أغلق الإمبراطور البيزنطي زينو مدرسة الرها في بلاد ما بين النهرين بسبب تعاليمها النسطورية، انتقلت المدرسة إلى موطنها الأصلي نصيبين، لتصبح مدرسة نصيبين مرة أخرى، مما أدى إلى موجة الهجرة النسطورية إلى بلاد فارس. كرر البطريرك الفارسي مار باباي الأول [الإنجليزية] (497-502) ووسع تقدير الكنيسة لثيودور، ورسّخ تبني الكنيسة للنسطوريَّة.

### التوفيق
في عام 1994، كان الإعلان الكريستولوجي المشترك بين الكنيسة الكاثوليكية والكنيسة الآشورية في الشرق [الإنجليزية] بمثابة علامة على حل نزاع بين هاتين الكنيستين اللتين كانتا موجودتين منذ مجمع أفسس. لقد عبروا عن فهمهم المشترك للعقيدة المتعلقة بألوهية المسيح وإنسانيته، واعترفوا بشرعية وصواب أوصافهم الخاصة لمريم باعتبارها، من الجانب الأشوري، «أم المسيح»، وعن الكاثوليكية بصفتها «والدة الإله» وأيضًا «والدة المسيح».

## مقاومة النسطورية
تزعَّم مقاومة هذا التعليم على مستوى الكنيسة كيرلُّس رئيس اساقفة الإسكندرية. انطلق كيرلس في معارضته من وحدة شخص المسيح أكثر من انطلاقه من التمييز بين ناسوته ولاهوته معتبرا ان القول بطبيعتين كاملتين في المسيح لا يعني التمييز بينهما إلى حدّ الفصل والتفريق، لان الطبيعة الإنسانية فيه لم يكن لها كيان خاص أي لم تكن شخصا. ولذلك اراد ان يفرض على خصومه القبول بعبارة «الاتحاد الشخصي» في المسيح بين العنصرين الإلهي والإنساني.

## لفظة شخص في أنطاكية
لفظة «شخص» بحسب المدرسة الانطاكية كانت تعني «الطبيعة», والمبدأ السائد في الفلسفة الانطاكية في الكنيسة الكبرى في أنطاكيا كان ان «كل طبيعة كاملة هي شخص». اعتبر نسطوريوس وأتباعه ان قولة كيرلس ان الإله أتحد في يسوع اتحادا شخصيا تعني انهما أصبحا طبيعة واحدة. فاتّهموا كيرلس بالسقوط في بدعة أبوليناريوس وخصوصا وان كيرلس كان يستعمل مؤلفات أبوليناريوس المزوَّرة وكأنها صحيحة، ويردد عبارتَهُ «طبيعة واحدة للإله الكلمة المتجسد» على أساس انها لاثناسيوس الكبير. رفض نسطوريوس تطبيق خصائص الطبيعتين على شخص واحد لانه يؤدي إلى القول بأن المسيح تألم ومات في الطبيعة الإلهية.

## نظرة جديدة
يرى بعض مؤرخي اللاهوت اليوم أن افكار نسطوريوس لم تكن خاطئة، وان خلافه مع كيرلس هو خلاف لفظي، وان ما رفضه مجمع افسس في البدعة النسطورية ليس تعاليم نسطوريوس شخصيا، بل التفسير الذي اعطاه كيرلس لتلك التعاليم. من دون أن نهمل هذه النظرة نقول ان الأزمة النسطورية ارغمت الكنيسة على حسم النزاع وتوضيح ايمانها بوحدة الشخص في المسيح. ففي السنة ال 431 دعا الامبراطور ثيوذوسيوس الثاني إلى مجمع مسكوني عُقد في افسس، المدينة التي كانت تكرم العذراء مريم لدرجة العبادة، حضره مئتا أسقف أعلنوا جميعا موافقتهم على رسالة كيرلس التي بعثها إلى نسطوريوس، ومما جاء فيها: " اننا نعترف بأن الكلمة صار واحدا مع الجسد، إذ اتحد به اتحادا شخصيا. فنعبد الشخص الواحد الابن والرب يسوع المسيح. اننا لا نُفرق بين الله والإنسان ولا نفصل بينهما وكأنهما اتحدا الواحد بالآخر اتحاد كرامة وسلطة... ولا ندعو الكلمة المولود من الله مسيحا آخر غير المسيح المولود من امرأة. وانما نعترف بمسيح واحد هو الكلمة المولود من الآب وهو الذي اتّخذ جسداً. أعطى المجتمعون عبارة " والدة الإله"(ثيوطوكس) الأهمية ذاتها في عقيدة التجسد لعبارة " المساوي في الجوهر" في عقيدة الثالوث، وذلك لانها تحافظ على وحدة شخص المسيح، ووقّع حوالي ال187 اسقفا على قرار المجمع القاضي بتجريد نسطوريوس من "الكرامة الاسقفية ومن درجة الكهنوت". ثبَّت هذا المجمع أيضا الحكم على بعض الهرطقات التي دانتها بعض المجامع المكانية، مثل هرطقة بيلاجيوس ورفيقه كَلِستوس (حكم عليهما مجمع في قرطاجة) الذين اعادا خلاص الإنسان للإرادة والجهاد البشريين منكرَيْن دور النعمة الإلهية في هذا الخلاص، ومن ثم أصدر المجمع ثمانية قوانين.
رافقت مجمع افسس أحداث معقدة، وذلك ان الوفد الانطاكي المؤلف من 33 أسقفا والذي يرأسه يوحنا بطريرك انطاكية كان قد تأخر بضعة أيام عن موعد افتتاح المجمع، وكان المجمع قد أصدر حكمه بإدانة نسطوريوس. بادر الانطاكيون – فور وصولهم – إلى عقد مجمع خاص بهم مع بعض الاساقفة الآخرين وكان عددهم 150 اسقفا من كافة أنحاء سوريا واسيا الصغرى، فحكموا على كيرلس لكونه تصرف خلافا للشرع الكنسي، ورؤوا في أقواله ما رآه نسطوريوس سقوطا في ضلال أبوليناريوس. بيد أن موفدي رومية، الذين قَدِموا بعد الوفد الانطاكي أيضا بايام، كان موقفهم مختلفا، وذلك انهم وافقوا على ما جاء في وقائع الجلسة الأولى وثبّتوا الحكم على نسطوريوس، ومن ثم حَرَمَ المجمع يوحنا بطريرك انطاكية. إزاء هذا البلبال أُقفل المجمع، وأمر الإمبراطور بتوقف كيرلس ونسطوريوس معا، غير انه مال – تحت تأثير ضغط الشعب والرهبان – إلى جهة المجمع، فقبل استقالة نسطوريوس وصرف كيرلس والاساقفة إلى كراسيهم.
عَمِل الانطاكيون المعتدلون وعلى رأسهم يوحنا على إعادة السلام بين الكنائس وخصوصا بين انطاكية والإسكندرية، فتوصلوا بعد حوالي السنتين إلى مصالحة نهائية على أساس نص اعتراف وضعه لاهوتيون من انطاكية والإسكندرية دُعي بقانون الوحدة، وجاء فيه:«اننا نعترف بأن يسوع المسيح ابن الله الوحيد هو إله تام وإنسان تام من نفس ناطقة وجسد، مولود من الآب بحسب اللاهوت وهو عينه مولود في الازمنة الأخيرة لاجلنا من العذراء مريم بحسب الناسوت.... إذ قام فيه اتحاد الطبيعتين.... وأن القديسة مريم بحسب هذا الاتحاد العادم الاختلاط هي والدة الإله، لأن الإله الكلمة تجسد وتأنس منها ومن بدء الحمل أَتْحَدَ ذاته بالهيكل الذي منها....».

## دراسة مفصلة
- مدينة الله أنطاكية العظمى: عقيدة وتاريخ - The Church of the city of God, great Antioch: Faith and History